# Linderoths bryggeri
Linderoths bryggeri, även kallat Linderotans bryggeri, var ett bryggeri i Karlskrona som låg i hörnet mellan Arvid Nilssonsgatan 4 och Norra smedjegatan 40.

## Historia
Bryggeriet ägdes av en man vid namn C.J. Nilsson från 1851 och under 47 år. År 1898 ärvde änkan Emelie Sofie Linderoth bryggeriet. Sannolikt döpte hon om bryggeriet eftersom det bär hennes efternamn. Förmodligen ägde hon bryggeriet nästan ända in i hennes död år 1936, och hon drev det framgångsrikt under dessa 38 år. Hennes kunder var främst hamnarbetare som kom dit för att släcka sin törst och äta något tilltugg. Bryggeriet låg i kvarteret kalvhagen, ett kvarter som hade en egen liga som hette Kalhagsliga. De var vanligt att de kom och tog sig en kanna öl.

## Bryggeriets öl
Emelie Linderoth gjorde tre sorters öl, varav "halt-om-halt" var det mest populära bland vanligt folk. "Halt-om-halt" betydde hälften av varje, och kostade ungefär 6 öre litern. Hennes öl ansågs mustigt och gott och beskrevs därför som "guds nektar" av signaturen Kaln. Det fanns tre pojkar som jobbade hos henne. Trots att bryggeriet var litet så var det populärt bland hamnarbetarna.

## Idag
Idag finns inte bryggeriet kvar och byggnaden finns inte heller kvar. Husen revs och då förlängdes Gamla Skeppsbrogatan ut mot Norra Smedjegatan och då blev det en direkt förbindelse till Nya Skeppsbrogatan.